# Julián Martínez
Julián Martínez, né le 1er décembre 2003 à La Ceiba, est un footballeur international hondurien. Il joue au poste de défenseur central au CD Olimpia.

## Carrière

### En club
Il fait ses débuts avec l'équipe première du CD Olimpia le 19 février 2023 en championnat contre le Lobos UPNFM quand il joue le match entier.

### En sélection
Avec les moins de 20 ans, il participe à la coupe du monde en 2023 en Argentine. Il ne joue que 31 minutes lors du match nul 2-2 obtenu contre la Corée du Sud et le Honduras quitte la compétition après un match nul et deux défaites 2-1 contre la Gambie et 3-1 contre la France.
Il fête sa première sélection avec la première sélection le 3 septembre 2023 lors d'une rencontre amicale contre le Guatemala. Il entre à la 68' à la place de Riky Zapata.
Il fait partie de l'équipe qui a participé à la Gold Cup 2025. Il fait 4 apparitions durant le tournoi et le Honduras est éliminé en demi-finale contre le Mexique 1-0.

### Palmarès
- Vainqueur du championnat du Honduras en 2022-2023 (C), 2023-2024 (A), 2023-2024 (C) et 2024-2025 (C).